# Tuyến Sagami
Tuyến Sagami (相模線 Sagami-sen) là một tuyến đường sắt được điều hành bởi Công ty Đường sắt Đông Nhật Bản (JR East). Nằm gần bờ sông Sagami, tuyến này kết nối ga Hashimoto ở thành phố Sagamihara với ga Chigasaki ở thành phố Chigasaki.